# مطار الكويت الدولي
مطار الكويت الدولي، يقع في محافظة الفروانية في الكويت على بعد 15.5 كيلومتر جنوب مدينة الكويت، وقد تم البدء في تأسيسه عام 1962 تحت اسم مطار المقوع. ومر على مدى السنوات بتطويرات عديدة منها إضافة مدرج ثانٍ وبرج تحكم جديد ومبنى ثاني للركاب ومحطة بضائع وأنظمة رادار، متطورة وفندق للركاب العابرين، إلا أن المطار تعرض لعملية تخريب واسعة من قبل القوات العراقية أثناء فترة احتلال الكويت في عامي 1990 و1991، وعلى إثر التجديدات التي جرت على مرافقه بعد تحرير الكويت، تم إلغاء مبنى الركاب القديم والتركيز على المبنى الأكبر، حيث تم إضافة مرافق السوق الحرة، ومع مطلع القرن الحادي والعشرين، تمت توسعة المطار بإضافة مركز تجاري ومواقف سيارات جديدة ومناطق جديدة لوزن الأمتعة، كما تم في عام 2008 افتتاح مبنى لحركة الطيران العام تم تحويله فيما بعد لخدمة رحلات طيران فلاي دبي حيث تم تغيير اسم المبنى إلى مبنى الشيخ سعد العبد الله.
ويضم المطار عدة مباني هي مبنى الركاب وتضم صالة المسافرين والمرافق اللازمة لإنهاء معاملاتهم ومركز تجاري ومبنى إدارة الطيران المدني وصالات التشريفات الوزارية المخصصة لكبار الشخصيات، كما يتضمن المبنى 10 جسور متحركة لخدمة الطائرات إضافة إلى مبنى البضائع وهو مجهز بمعدات النقل والتخزين والغرف المخصصة لحفظ البضائع الثمينة وأخرى لحفظ المواد الخطرة كالمتفجرات، والمواد المشعة، ومخازن لتبريد اللحوم وغيرها، وكذلك مبنى الشيخ سعد العبد الله للطيران العام الذي يخدم أيضاً حركة رحلات طيران فلاي دبي، ويضم المطار أيضاً مبنى لكبار الشخصيات تحت اسم المطار الأميري وكذلك قاعدة عسكرية تسمى قاعدة عبدالله المبارك الجوية ملحقة بقيادة القوات الجوية الكويتية.
تبلغ الطاقة السنوية لمبنى الركاب الرئيسي نحو 7,000,000 راكب سنوياً، ويتعامل مع المطار نحو 59 شركة طيران عالمية، ويستوعب ما يزيد على 90 طائرة في آن واحد.
ويتضمن المطار مدرجين رئيسيين متوازيين يبلغ طول الأول 3400 متر والثاني 3500 متر وعرض كل منهُما 45 متراً.

## التاريخ
تأسس مطار الكويت لأول مرة بين عامي 1927-1928 كمحطة توقف للطائرات البريطانية المتجهة إلى الهند البريطانية. صمم الهيكل الرئيسي الحالي للمطار المهندس المعماري كنزو تانغه، وتم تنفيذه بالكامل من قبل شركة الحاني للإنشاءات بالمشاركة مع شركة بالاست نيدام الهولندية، حيث افتتح المطار بهيكله الجديد عام 1979.
شهد المطار حدثاً تاريخياً في 27 فبراير 1991 خلال الأيام الأخيرة من حرب الخليج، حيث تحول إلى ساحة لمعركة دبابات بين القوات العراقية ووحدات من القوات الخاصة الأمريكية، كجزء من عملية تحرير الكويت.
شهد مطار الكويت الدولي مشروع توسعة وتجديد كبير بين عامي 1999 و2001، وخلاله إزالة موقف السيارات القديم وإنشاء توسعة جديدة للمبنى الرئيسي. يتمتع المطار حالياً بالقدرة على استيعاب أكثر من 13 مليون مسافر سنوياً، كما انتهي من بناء مبنى جديد للطيران العام عام 2008 ضمن نظام البناء والتشغيل ونقل الملكية (BOT)، ويتم تشغيله من قبل شركة الطيران الملكي.
أعلنت قائمة هيئات الطيران المدني في عام 2011 عن نيتها توسعة مطار الكويت الدولي لزيادة طاقته الاستيعابية من الركاب والطائرات، حيث كشفت المديرية العامة للطيران المدني في 3 أكتوبر 2011 عن خطة لبناء صالة جديدة بتصميم من شركة فوستر آند بارتنرز، من المقرر أن تبدأ أعمال الإنشاء في 2012 وترفع الطاقة الاستيعابية إلى 14 مليون مسافر سنوياً في مرحلتها الأولى مع إمكانية التوسع إلى 25 مليون مسافر. تم الانتهاء من الإجراءات الرسمية لبناء الصالة الجديدة التي ستقع جنوب المجمع الحالي للمطار مع مداخل جديدة من الطريق الدائري السابع، حيث صُممت على شكل نجمة ثلاثية الرؤوس تمتد كل نقطة منها 600 متر من المركز، وسيتضمن المبنى الجديد فندقين داخل منطقة المطار.
أعلنت وزارة الأشغال العامة الكويتية في ديسمبر 2012 أن الصالة الجديدة في مطار الكويت الدولي ستكتمل بنهاية عام 2016 بتكلفة تقديرية تبلغ حوالي 900 مليون دينار كويتي (3.2 مليار دولار). وفي 20 مايو 2013، أعلن مدير إدارة العمليات في الإدارة العامة للطيران المدني عصام الزامل عن تحويل بعض الرحلات الجوية إلى مبنى الشيخ سعد بدلاً من الصالة الرئيسية للمطار بدءاً من يوليو بسبب الزيادة الكبيرة في أعداد المسافرين ونمو أسطول الطائرات مما أدى إلى تجاوز الطاقة الاستيعابية القصوى للمطار الحالي.
أطلقت طيران الجزيرة في 22 مايو 2018 صالة خاصة بها بمطار الكويت الدولي تُعرف باسم "الصالة 5"، تقع مباشرة بجوار المبنى الرئيسي الحالي وتتصل به، لكنها تتميز بمناطق وصول ومغادرة مخصصة ومنافذ جمركية وكل الخدمات المساندة لتخفيف الازدحام في المبنى الرئيسي. بدأت جميع رحلات الوصول للشركة بالعمل من الصالة الجديدة منذ الافتتاح، بينما انتقلت رحلات المغادرة تدريجياً من الصالة الحالية خلال الفترة بين 22 و27 مايو، ليتم بحلول 27 مايو نقل جميع رحلات المغادرة والوصول لطيران الجزيرة حصرياً إلى الصالة 5. وفي 8 أغسطس 2018، تم افتتاح الصالة الرابعة لاستيعاب جميع رحلات الناقل الوطني الكويتي "طيران الكويت"، حيث تبلغ طاقتها الاستيعابية 4.5 مليون مسافر سنوياً بهدف تخفيف الضغط على الصالة الرئيسية. تشمل المنشأة الجديدة موقفاً مخصصاً يتسع لـ2,450 سيارة إضافية، متصلاً بالمبنى عبر جسر مشاة، مما يوفر حلاً متكاملاً لازدحام المسافرين ومواقف السيارات. وإطار الإجراءات الاحترازية لمواجهة جائحة كوفيد-19، تم تعليق جميع الرحلات التجارية في مطار الكويت الدولي بالكامل خلال الفترة من 13 مارس حتى 1 أغسطس 2020، حيث شكّلت هذه الخطوة جزءاً من الإستراتيجية الوطنية للحد من انتشار الفيروس، مما أدى إلى توقف حركة النقل الجوي التجاري تماماً لمدة تزيد عن أربعة أشهر ونصف قبل استئناف العمليات تدريجياً مع تطبيق إجراءات صحية صارمة.

## الجيش
يضم المطار قاعدة عبدالله المبارك الجوية التابعة للقوات الجوية الكويتية، والتي استخدمتها القوات الجوية الإيطالية منذ أكتوبر 2014 عبر طائرات بوينغ كيه سي-767 للمشاركة في العمليات ضد تنظيم داعش. شهدت القاعدة تطويراً كبيراً عام 2019 بإستبدال البوابة القديمة التي كانت تستخدمها القوات الجوية الأمريكية وقوات التحالف لأكثر من 20 عاماً، بافتتاح "مدينة الشحن" المجاورة لمنصة جديدة بنيت على الجانب الغربي للمطار. تدير مجموعة 387 الجوية الاستكشافية عمليات مدينة الشحن، بينما تقدم سرب النقل الجوي الاستكشافي الخامس خدمات إضافية مثل الصيانة للرحلات العسكرية والتعاقدية، مما يعزز القدرات اللوجستية للمنشأة.

## مرافق
يقع المطار على ارتفاع 204 قدم (62 مترًا) فوق مستوى سطح البحر، ويضم مدرجين رئيسيين: المدرج 15R/33L المغطى بطبقة خرسانية بقياسات 3,400 متر × 46 متر (11,155 قدم × 151 قدم)، والمدرج 15L/33R المغطى بالإسفلت بقياسات 3,500 متر × 46 متر (11,483 قدم × 151 قدم)، مما يجعله مجهزًا لاستقبال مختلف أنواع الطائرات التجارية والعسكرية.

## مباني الركاب
من المقرر أن يضم مطار الكويت الدولي خمسة محطات عاملة ومرقمة بحلول عام 2026.

### مبنى الركاب الأول
تُعتبر الصالة الرئيسية مصممة من قبل المهندس كنزو تانغه في مطار الكويت الدولي، حيث تستقبل وتشغل معظم الرحلات الجوية باستثناء تلك التابعة لطيران الجزيرة والخطوط الجوية الكويتية التي تعمل من الصالات الأخرى. تضم الصالة 16 بوابة، منها 10 مجهزة بجسور اتصال مباشرة مع الطائرات، بالإضافة إلى مطاعم وسوق محلات ونقاط التفتيش الأمني وأربعة صالات استراحة فاخرة، مما يوفر تجربة سفر متكاملة للمسافرين.

### مبنى الركاب الثاني
دشن الأعمال به في عام 2017 في حفل رسمي حضره الرئيس التركي رجب طيب أردوغان وأمير دولة الكويت آنذاك الشيخ صباح الأحمد الجابر الصباح وكبار الشخصيات.، يسع المبنى 50 مليون مُسافر سنويًا واتت الحاجة لإنشاءه بسبب التزايد الكبير في أعداد المسافرين القادمين والمُغادرين.
صممتها شركة فوستر آند بارتنرز - طفرة في سعة مطار الكويت الدولي بإضافة 25 إلى 50 مليون مسافر سنوياً، من خلال مبنى ثلاثي الشكل يضم 28 بوابة و4500 موقف سيارات إضافي وفندقاً داخل منطقة المطار يحتوي على 400 غرفة. بدأ بناء الصالة في مايو 2017 وكان من المقرر الانتهاء منها في أغسطس 2022، إلا أن الجائحة العالمية تسببت في تأخير أولي حتى عام 2024، ثم تبع ذلك تأخيرات إضافية ليتم تحديد موعد تشغيلها الجديد في الربع الأخير من عام 2026، مما يجعلها أحد أهم المشاريع التطويرية للمطار في العقد الحالي.
تتميز الصالة الجديدة بمعايير الاستدامة البيئية العالية، حيث تسعى للحصول على شهادة LEED الذهبية، يشكل هذا المشروع حجر أساس في رؤية كويت جديدة 2035، التي تهدف إلى تحويل البلاد إلى مركز مالي وتجاري إقليمي عبر مشاريع تنموية مستدامة، حيث تم دمج حلول الطاقة المتجددة وكفاءة استهلاك الموارد في التصميم المعماري الفريد للصالة، مع التركيز على تقليل البصمة الكربونية وتطبيق أفضل الممارسات البيئية في التشغيل والصيانة.

### مبنى الركاب الثالث
مبنى الشيخ سعد العبد الله للطيران العام وتم افتتاحه في عام 2009 بحضور ولي العهد الكويت نواف الأحمد الجابر الصباح، وتقدر طاقته الاستيعابيه بحوالي مليوني مُسافر سنويًا ويُستخدم كمركز للطيران الخاص في دولة الكويت.

### مبنى الركاب الرابع
دشنت الصالة الرابعة في مطار الكويت الدولي في 8 أغسطس 2018 لخدمة الخطوط الجوية الكويتية حصرياً، حيث صممها الفرع الإسباني للشركة الأمريكية "إيكوم" ونفذتها شركة "جينجيز إنشاءت" بالتعاون مع "المقاول الكويتي الأول" ضمن مشروع مشترك. تمتد الصالة على مساحة 55 ألف متر مربع بجوار منشآت الشحن الجوي، وتضم خمس بوابات للحافلات وتسعة جسور صعود تسمح باستيعاب ثماني طائرات في آن واحد، مما يعزز كفاءة العمليات التشغيلية للناقل الوطني. تتمتع الصالة الرابعة بقدرة استيعابية تصل إلى 4.5 مليون مسافر سنوياً، حيث بُنيت لتخفيف الازدحام في الصالة الرئيسية وتحسين تجربة السفر الشاملة، مع توفير 2,450 موقفاً للسيارات في ساحة مخصصة متصلة بالمبنى عبر جسر. بالإضافة إلى ذلك، زُوّدت الصالة بمرافق عصرية وعمليات تشغيلية مبسطة تهدف إلى توفير تجربة سفر أكثر كفاءة وراحة للمسافرين.
مثلت إضافة الصالة الرابعة معلماً بارزاً في خطة التوسعة والتحديث لمطار الكويت الدولي، مما يعكس التزام الدولة بتحسين بنيتها التحتية للطيران بما يتماشى مع المعايير العالمية، حيث تم دمج أحدث التقنيات في أنظمة الفحص الأمني وإدارة الأمتعة، مع التركيز على رفع كفاءة الخدمات المقدمة للركاب وتعزيز موقع المطار كمركز إقليمي للنقل الجوي.

### مبنى الركاب الخامس
هو مبنى ركاب خاص لطيران الجزيرة. تُقدر طاقته الاستيعابيه بنحو مليوني ونصف راكب سنويًا وقد افتتح في عام 2018.

## تخصيصات المحطات
| المحطة   | شركات الطيران والتحالفات                      |
| -------- | --------------------------------------------- |
| المحطة 1 | جميع شركات الطيران الواردة والصادرة من الكويت |
| المحطة 2 | من المقرر بدء التشغيل في الربع الرابع 2026    |
| المحطة 3 | الطيران العام (مغلقة)                         |
| المحطة 4 | خطوط الكويت الجوية                            |
| المحطة 5 | طيران الجزيرة                                 |

## مطار الكويت الدولي حالياً

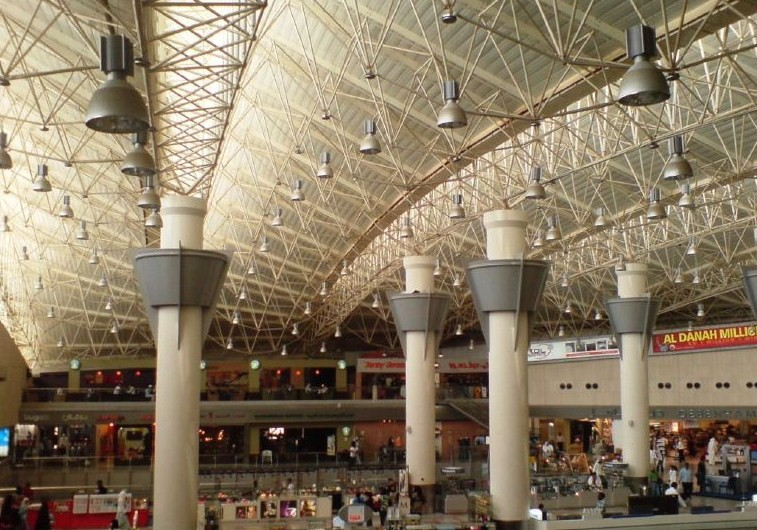
مطار الكويت الدولي من الداخل

افتتح سوق في مطار الكويت في مرحلته الثالثة في ربيع عام 2002 بمساحة 32 ألف متر، وقد افتتح في عام 2001 السوق الحرة في مطار الكويت.
يحتوي مطار الكويت على فندق يضم 200 غرفة.
في يوم 2 ديسمبر 2008 أعلن مدير إدارة المشاريع بالإدارة العامة للطيران المدني مهدي الدخيل عن بدأ مشروع تطوير مطار الكويت، وإنجاز ما نسبته 80% من التطوير، وتهدف عمليات التوسعة إلى توفير المساحة اللازمة لتنفيذ مشاريع تطوير المطار ومنها إنشاء مدرج ثالث للطائرات واستطالة مدرجي المطار الموجودين، وقال بأنه تم إنجاز 85% من للمقر الرئيسي للشركة الكويتية لتزويد الطائرات بالوقود ومستودعات وقود الطائرات الجديدة والتي تهدف إلى زيادة الطاقة الاستيعابية لتلبية الطلبات المتزايدة لوقود الطائرات من قبل شركات الطيران العاملة في المطار بعد تبني إدارة المطار سياسة الأجواء المفتوحة، وتم تنفيذ هذا المشروع من قبل شركة البترول الوطنية بالتنسيق مع الشركة الكويتية لتزويد الطائرات بالوقود والإدارة العامة للطيران المدني، وقال بأنه تم إنجاز مراحل متقدمة من الهيكل المعدني لقاعة التشريفات الأميرية الجديدة والتي تنفذها وزارة الأشغال العامة بالتنسيق مع الديوان الأميري والإدارة العامة للطيران المدني، وقال بأنه تم إنجاز وتشغيل المبنى الشرقي المقابل لمنطقة صبحان لخدمة الطائرات الخاصة والإسعاف الجوي والتاكسي الجوي والطيران العمودي الخاص ونفذ المشروع من قبل شركة رويال أفييشن كويت بالتضامن مع شركة جث أفييشن من سويسرا.
في يوم الأربعاء الموافق 8 أغسطس 2018 ميلادية، دشنت الخطوط الجوية الكويتية أولى رحلاتها عبر مبناها الجديد «مبنى الركاب 4» في مطار الكويت الدولي إلى مملكة البحرين في رحلة تسويقية كانت تقل عدد من الشخصيات البارزة والإعلامية وقام بإستقبالهم ولي العهد البحريني الأمير سلمان بن حمد آل خليفة ورئيس مجلس الوزراء البحريني خليفة بن سلمان آل خليفة ووزير المواصلات والاتصالات البحريني المهندس كمال بن أحمد وعميد السلك الدبلوماسي الكويتي في البحرين عزّام الصباح.

## مشاريع المطار
في يوم 31 مايو 2016 وقع وزير الأشغال الكويتي عقد مبنى الركاب الجديد رقم 2 في مطار الكويت الدولي مع شركة ليماك التركية الفائزة بالعقد بقيمة إجمالية قدرها 1.3 مليار دينار كويتي (4) مليار دولار ومن المنتظر من هذا المبنى أن يصبح محوراً إقليمياً رئيسياً في الشرق الأوسط وقد صمم هذا المبنى المصمم العالمي نورمان فوستر ومن المنتظر أن يتم تشغيله في عام 2022 بناءاً على العقد المبرم بين المقاول وحكومة دولة الكويت ومن المنتظر أن تكون سعة هذا المبنى 25 مليون راكب سنوياً مع أمكانية توسعته ليتسع إلى 50 مليون راكب في المرحلة الثانية وسيكون هذا المبنى من المباني الصديقة للبيئة حيث سيغطى سقفه بألواح الطاقة الشمسية.
في عام 2016 وقعت الإدارة العامة للطيران المدني عقد تصميم وإنشاء وإنجاز مبنى الركاب رقم 4 في مطار الكويت الدولي بسعة 5 ملايين راكب سنوياً لخدمة المطار ولتخفيف الضغط على المبنى رقم 1 لحين الانتهاء من مبنى الركاب 2 ومن المتوقع أن يتم الانتهاء من مبنى 4 في مايو من عام 2018 . في 23 نوفمبر 2017 وضع رئيس الإدارة العامة للطيران المدي الشيخ سلمان الحمود حجر الأساس لمشروع تطوير البنية التحتية لمطار الكويت الدولي بحفل أقيم في على أرض المشروع بحضور مدير شركة آفيك إنترناشونال الصينية ويشتمل المشروع على تطوير المدرج الشرقي والغربي للمطار وإنشاء مدرج ثالث جديد سيعزز الطاقة الاستيعابية لمطار الكويت للمطار من 45 الفاً إلى 650 ألف حركة إقلاع وهبوط سنويا وإنشاء برج مراقبة جديد مزود بأربعة أشياء رئيسية متطورة هي نظام الرادار ونظام التحكم الآلي ونظام الاتصالات ونظام الإدارة الإرشادي، إضافة إلى إنشاء ممرات للطائرات واستحداث نفق خاص لربط مدينة الشحن المستقبلية بمبنى الركاب الجديد رقم 2، إضافة إلى خدمات البنية التحتية.

## شركات الطيران
| شركة الطيران                     | الوجهات (آخر تحديث: 20/08/2021) |
| -------------------------------- | --- |
| الخطوط الجوية الكويتية           | الرياض - جدة - الدمام - البحرين - الدوحة - دبي - لاهور - إسلام آباد - دلهي - مومباي - تشيناي - بنغالور - كوتشين - تريفاندروم - دكا - قوانغشتو - مانيلا - تبليسي - طرابزون - بودروم - إسطنبول صبيحة كوكجن - إسطنبول الدولي - سراييفو - ميونخ - فرانكفورت - جنيف - أمستردام - باريس - لندن - مالقة - واشنطون |
| طيران الجزيرة                    | الرياض - جدة - الدمام - البحرين - الدوحة - دبي - أديس أبابا - كراتشي - لاهور - بيشكيك - طشقند - تبليسي - سراييفو - إسطنبول الدولي - إسطنبول صبيحة كوكجن - طرابزون - أنطاليا - بودروم - دلهي - حيدر آباد - تشيناي - كوتشين - كولومبو - كاتماندو - دكا - لندن                                                |
| الخطوط السعودية                  | الرياض - جدة |
| طيران الخليج                     | البحرين |
| الخطوط الجوية القطرية            | الدوحة |
| الاتحاد للطيران                  | أبوظبي |
| طيران الإمارات                   | دبي |
| فلاي دبي                         | دبي |
| العربية للطيران                  | الشارقة |
| الطيران العماني                  | مسقط |
| الخطوط الجوية الإثيوبية          | أديس أبابا |
| إنديغو                           | دلهي - لكناو - أحمد آباد - مومباي - كوتشين |
| طيران الهند إكسبريس              | فيجاياوادا - تيروتشيرابالي - مانغالور - كانور |
| الخطوط الجوية السريلانكية        | كولومبو |
| الخطوط الجوية التركية            | إسطنبول الدولي - إسطنبول صبيحة كوكجن - طرابزون |
| بيغاسوس                          | إسطنبول صبيحة كوكجن - طرابزون |
| الخطوط الجوية الملكية الهولاندية | أمستردام |
| لوفتهانزا                        | فرانكفورت |
| الخطوط الجوية البريطانية         | لندن |

## احصائيات المطار
2005 -أكتوبر 2010
| السنة | طائرات تجارية | طائرات غير تجارية | الركاب     | الشحن (طن متري) |
| ----- | ------------- | ----------------- | ---------- | --------------- |
| 2005  | 42,564        | 21,835            | 5,381,258  | 160,667         |
| 2006  | 50,213        | 21,508            | 6,053,094  | 166,292         |
| 2007  | 56,987        | 26,574            | 6,910,309  | 176,203         |
| 2008  | 61,512        | 26,408            | 7,226,345  | 180,090         |
| 2009  | 78,597        | 19,963            | 8,125,747  | 197,213         |
| 2010  | 66,505        | 12,406            | 6,977,987  | 174,561         |
| 2011  | 79,702        | 20,540            | 8,432,187  | 191,801         |
| 2012  | 81,987        | 20,730            | 10,198,933 | 192,354         |

## إحصائيات
| السنة | الطائرات التجارية | الطائرات غير التجارية | الركاب     | الشحن (بالطن المتري) |
| ----- | ----------------- | --------------------- | ---------- | -------------------- |
| 2015  | 95,027            | 7,133                 | 11,163,279 | 186,039              |
| 2016  | 98,073            | 6,098                 | 11,762,241 | 195,515              |
| 2017  | 106,356           | 5,285                 | 13,735,580 | 241,663              |
| 2018  | 112,971           | 5,162                 | 14,813,527 | 249,531              |
| 2019  | 115,420           | 6,938                 | 15,448,909 | 243,442              |

## تصنيف بلومبيرغ نيوز
نشرت بلومبيرغ نيوز، تصنيفًا لأفضل وأسوأ المطارات العالمية لعامِ 2018، حيث أظهرت القائمة أن مطار الكويت الدولي يُعتبر من أسوأ المطارات، حيثُ احتلَ المرتبة 141 عالميًا، وقد حصل على 5.4 نقطة.

## الحوادث والوقائع
في 25 أغسطس 1973، تعرضت طائرة من نوع دوغلاس دي سي-6 تابعة لخطوط اليمن الجوية للاختطاف أثناء رحلة من تعز إلى أسمرة، حيث توقفت للتزود بالوقود في جيبوتي قبل أن يتم تحويل مسارها إلى الكويت حيث استسلم الخاطف الوحيد. وفي 17 ديسمبر 1973، أسفر هجوم إرهابي على مطار ليوناردو دا فينشي في روما عن اختطاف طائرة بوينج 737 تابعة للوفتهانزا كانت تستعد للسفر إلى ميونخ، لينتهي المطاف بالطائرة في الكويت حيث استسلم الخاطفون بعد يوم واحد. وشهد 5 يونيو 1977 اختطاف طائرة بوينج 707 تابعة لشركة طيران الشرق الأوسط أثناء رحلة من بيروت إلى بغداد، حيث انتهت الأزمة في الكويت بعد اقتحام الطائرة والقبض على الخاطف الوحيد. كما استسلم خاطفان في 24 يوليو 1980 بعد اختطافهما طائرة بوينج 737-200 تابعة للخطوط الجوية الكويتية أثناء رحلة من بيروت، حيث كانا يطالبان بمال.
في 12 ديسمبر 1983، كان مطار الكويت الدولي أحد أهداف تفجيرات الكويت الإرهابية. وفي 2 أغسطس 1990، هبطت رحلة الخطوط الجوية البريطانية 149 التي تحمل 349 راكباً في المطار بعد أربع ساعات فقط من الغزو العراقي للكويت، مما أدى إلى أسر الركاب والطاقم حيث تم نهب طائرة البوينج 747-100 وتدميرها من قبل القوات العراقية، بينما أفيد بسلامة جميع الركاب باستثناء مضيفة واحدة تعرضت للاغتصاب، حيث نُقل الأسرى إلى العراق. كما دُمرت طائرة ماكدونيل دوغلاس دي سي-9 تابعة للقوات الجوية الكويتية في المطار، بينما سُرقت معظم طائرات الخطوط الجوية الكويتية ونُقلت إلى مواقع مختلفة في العراق، بما في ذلك بعض طائرات إيرباص إيه 310 التي حصلت على تسجيلات عراقية قبل أن تدمرها القصف الجوي للحلفاء عام 1991. في 25 فبراير 1991، تعرضت طائرة هارير الثانية التابعة لقوات مشاة بحرية الولايات المتحدة لهبوط اضطراري بعد إصابتها بنيران أرضية خلال حرب الخليج الثانية. وشهد المطار في 27 فبراير 1991 معركة دبابات كبرى بين القوات الأمريكية والعراقية عُرفت لاحقاً باسم "معركة مطار الكويت الدولي"، والتي شكلت أحد أبرز الأحداث العسكرية في حرب الخليج الأولى.
في 10 ديسمبر 1999، لقي ثلاثة عسكريين أمريكيين حتفهم عندما أجرت طائرة لوكهيد سي-130 هيركوليز تابعة للقوات الجوية الأمريكية هبوطاً اضطرارياً قوياً في مطار الكويت الدولي بعد تعرضها لأضرار بسبب هبوط قصير لمدرج قاعدة جابر الأحمد الجوية القريبة. وفي 24 مايو 2018، دُمر مروحية يوروكوبتر إيه إس 365 دولفين تابعة لسرب الشرطة الجوية في حريق نشب داخل حظيرة عسكرية، بينما تم إنقاذ مروحية أخرى مماثلة قبل وصول الحريق إليها. وشهد 7 مايو 2019 مقتل سائق جرار السحب عندما انقلبت عليه طائرة بوينج 777-300 إي آر التابعة للخطوط الجوية الكويتية أثناء سحبها بعد انكسار قضيب السحب. وفي 8 يونيو 2025، تلقت رحلة طيران الخليج 213 تهديداً بوجود قنبلة على متنها أثناء توجهها إلى الكويت، حيث هبطت الطائرة بأمان وأظهرت الإجراءات عدم وجود أي متفجرات.

## وصلات خارجية
- الموقع الرسمي لمطار الكويت الدولي